# Sue Black
Sue Black, właśc. Susan Margaret Black, Baroness Black of Strome, z domu Gunn (ur. 7 maja 1961 w Inverness) – brytyjska (szkocka) antropolog sądowa. Od 2001 Oficer Orderu Imperium Brytyjskiego (OBE), a od 2016 – Dama Komandor tegoż orderu (DBE).

## Życiorys
Jako trzynastolatka pracowała w sklepie mięsnym – wtedy pojawiło się u niej zainteresowanie anatomią. Studia z tej dziedziny wiedzy ukończyła na Uniwersytecie w Aberdeen, tam też obroniła doktorat.
Uczestniczyła w misjach zagranicznych, pracując przy identyfikacji ofiar tsunami w 2004 roku i wojny w Kosowie. Występuje też jako biegły sądowy. W 2006 nie udało się jej wykazać, że ręka na nagraniu będącym dowodem w sprawie o czyny pedofilskie rzeczywiście należy do oskarżonego; to wydarzenie skłoniło ją do rozpoczęcia systematycznych badań w zakresie identyfikacji człowieka na podstawie dłoni. W większości przypadków po przedstawieniu przez nią ekspertyzy oskarżeni sami przyznają się do winy.
W latach 2005–2018 zatrudniona na University of Dundee jako profesor anatomii i antropologii sądowej. W 2018 przeniosła się na Lancaster University, gdzie zasiadła we władzach uczelni jako Pro Vice-Chancellor for Engagement.
W 2021 roku zasiadła w Izbie Lordów jako crossbencher, otrzymując tytuł Baroness Black of Strome. W tym samym roku została wybrana na przewodniczącą St John’s College w Oksfordzie, przy czym początek jej kadencji to rok 2022.
Jej córka Anna również ukończyła studia na Uniwersytecie w Aberdeen – prawnicze, w 2019. Podczas tej samej uroczystości, na której Anna otrzymała swój dyplom, jej matka odebrała doktorat honoris causa swojej macierzystej uczelni.
Książka Sue Black Co mówią zwłoki w 2019 roku ukazała się po polsku nakładem wydawnictwa Feeria Science.